# Tatuus
Tatuus es un fabricante italiano de chasis para una serie de series de carreras de fórmula, que se fundó por primera vez en 1980. La empresa es conocida por su asociación con Renault Sport para la producción del chasis de la Fórmula Renault.

## Historia
La empresa Tatuus fue fundada por Artico Sandonà en 1980. Los primeros coches se fabricaron para el campeonato de Fórmula Monza de 500 cc y 1000 cc. El fundador Sandona fue uno de los pilotos del campeonato de Fórmula Monza. Luca Melgrati ganó el primer campeonato de Tatuus en 1983 en el campeonato de Fórmula Panda Monza. Sandona logró un segundo lugar en el campeonato. Tatuus era el equipo y el chasis a batir. Melgrati volvió a ganar el campeonato en 1985 y 1986. Para la temporada de 1988, se contrató al fabricante italiano para construir los coches de la nueva Fórmula König. El coche era un coche de carreras con estructura de tubo, alas y slicks. La primera temporada la ganó el siete veces campeón de Fórmula 1 Michael Schumacher.

### Equipo de Fórmula 3
Aunque no es un constructor de Fórmula 3, Tatuus entró en la Fórmula 3 italiana como equipo en 1989. El piloto Fabrizio Bettini se llevó el título de novato del año en su temporada inaugural. Bettini condujo un chasis Dallara 389 con motor Alfa Romeo y logró dos podios en siete carreras. Niko Palhares representó a Tatuus en su campaña de 1991. Palhares consiguió una pole position y un podio en el campeonato italiano. Tatuus participó por primera vez en la carrera de apoyo del Gran Premio de Mónaco de Fórmula Tres. Palhares logró un puesto 16, fue el último piloto en correr. Su campaña de 1992 terminó en un segundo lugar en el campeonato para el piloto brasileño Niko Palhares . Palhares tuvo menos suerte en el Gran Premio anual de Mónaco F3, no pudo terminar. Tatuus hizo su primera aparición en el Masters de Fórmula 3. Palhares terminó en el puesto 14 durante la segunda edición de este clásico de Fórmula 3. Al año siguiente, Fiat nombró a Tatuus como su equipo oficial de fábrica. El equipo tuvo poco éxito en el campeonato italiano (Gianantonio Pacchioni terminó séptimo). Pero Pacchioni logró una victoria en el prestigioso Gran Premio de Mónaco F3 . En el Masters de Fórmula 3 en el Circuit Park Zandvoort, el piloto local de Fórmula Ford 1600, Tom Coronel, se unió al equipo. Pacchioni anotó un séptimo lugar, mientras que Coronel terminó en el lugar 20. El equipo mejoró para la temporada siguiente. El equipo alineó a Pacchioni, considerado uno de los favoritos, y al novato Simone Rebai. Pacchioni no se llevó el título, pero logró terminar tercero en la clasificación. Para el Masters de Fórmula 3 Rebai fue reemplazado por Roberto Colciago. Viniendo de RC Motorsport, Colciago logró vencer al piloto regular Pachioni al ubicarse séptimo en comparación con el puesto 25 de Pachioni. Después de ganar el campeonato de Fórmula Alfa Boxer en un chasis Tatuus, Tony Kanaan se unió al equipo Tatuus de Fórmula 3. Kanaan anotó una victoria y fue el mejor piloto extranjero en el campeonato italiano terminando quinto en la clasificación final. Después de esta temporada, Tatuus se centró en la Fórmula Renault.

### Era de la Fórmula Renault
En 1993 Gianfranco De Bellis se convierte en copropietario. Tatuus entonces se centró en producir coches de Fórmula Renault. El Tatuus RC95 fue el primer automóvil de Fórmula Renault fabricado por Tatuus. El equipo de fábrica de Tatuus presentó a tres pilotos, el italiano Rino Mastronardi, el noruego Tommy Rustad y el brasileño Enrique Bernoldi . El equipo compitió en la Eurocup Formula Renault, Tommy Rustad ganó tres carreras durante la temporada inaugural del equipo. El primer título para el equipo de fábrica Tatuus y el chasis llegó en 1996. Enrique Bernoldi ganó seis de diez carreras y se llevó el título. Su compañero Danilo Cascio ocupó el séptimo lugar. David Cook inscribió un automóvil de un cliente de Tatuus en el campeonato británico de Fórmula Renault. En este campeonato muy competitivo, Cook venció a Darren Turner por el título de 1996. Otro cliente Tatuus chasis se inscribió en la Fórmula Renault francesa, Antoine Brousseau logró un segundo lugar en el campeonato. Un chasis Tatuus también se llevó el título en la Fórmula Renault alemana con el piloto Alexander Müller. 1997 fue un gran éxito para el equipo y el chasis. El equipo anotó un doblete en el campeonato europeo. Jeffrey van Hooydonk y Max Busnelli fueron una clase por sí mismos asegurando el primer y segundo lugar en el campeonato. Los diez primeros fueron siete Tatuus y tres Martini. Tres entradas de clientes de Tatuus ocuparon el podio en el campeonato alemán. Robert Lechner ganó el título frente a Thomas Mutsch y Michael Schröter. Marc Hynes, conduciendo un cliente Tatuus, ganó el título británico. El campeonato francés, sin embargo, fue una historia diferente. Francia, hogar de Mygale, Martini y Renault, tuvo el campeonato de Fórmula Renault más competitivo; Benoît Tréluyer conduciendo un Tatuus se colocó sexto en la clasificación del campeonato, consiguiendo una victoria y cuatro podios en 17 carreras. Tatuus volvió a ser el chasis a batir en los campeonatos de Europa, Gran Bretaña y Alemania. Lucas Lasserre logró lograr un tercer puesto en el campeonato francés, detrás de dos de fábrica entró Mygales . Tatuus volvió a dominar el campeonato británico en 1999 con el chasis Tatuus ganando 12 de las 13 carreras, Antônio Pizzonia se llevó el título. Las entradas de clientes de Tatuus también ganaron los campeonatos de Europa y Alemania. Lucas Lasserre ahora se llevó el título en el prestigioso campeonato francés. En una fuerte competencia entre Mygale, Martini y Tatuus, Tatuus se impuso ganando 14 de 21 carreras.

### USF2000
Para la temporada de carreras de 1997, Tatuus hizo su debut en la USF2000 con un equipo de fábrica. Rino Mastronardi ganó la segunda carrera de la temporada en las calles de San Petersburgo . Comenzando tercero, Mastronardi logró terminar delante de Matt Sielsky y Buddy Rice . Esta, sin embargo, fue la única salida de Mastronardi. El resto de la temporada el equipo alineó a Steven Rikert y Giuliano Losacco. Tatuus terminó segundo en la clasificación de constructores con 40 puntos, detrás de Van Diemen, que anotó 93 puntos. Para la temporada siguiente, Tatuus suministró autos de carrera a otros equipos y dirigió el equipo de fábrica. El piloto de fábrica Ryan Hampton terminó segundo en la clasificación. Robby McGehee fue el mejor cliente Tatuus, alineado por RM Racing terminó tercero en la clasificación de la temporada. Para la temporada de 1999, Tatuus no presentó un equipo de fábrica. Aunque algunos equipos optaron por ejecutar un chasis Tatuus, entre ellos AJ Foyt Enterprises presentando a Larry Foyt . No hubo entradas de Tatuus a tiempo completo, por lo que Tatuus no pudo competir por el título. Varios chasis Tatuus RC98 todavía se están compitiendo en la clase SCCA Formula Continental . El coche logró varios éxitos en la escena de las carreras de clubes. Los autos también participaron en las carreras más prestigiosas de SCCA, las Runoffs del Campeonato Nacional de SCCA y los Sprints de junio.
Tatuus fue seleccionado por el promotor de la serie como el nuevo chasis de especificaciones para el Campeonato Nacional F2000 de EE. UU. A partir de 2017. Un derivado del mismo chasis pero con más potencia, carga aerodinámica y ajustes será el chasis de especificaciones para el Campeonato Pro Mazda a partir de 2018.

### Fórmula Ford Zetec
En 1998 Tatuus ingresó al mercado de Formula Ford Zetec. En 1999, el chasis logró el éxito con el piloto alemán Timo Bernhard conduciendo para Jenzer Motorsport . El piloto alemán logró cuatro podios y un tercer puesto en el campeonato alemán de Fórmula Ford. Después de 1999 Tatuus no actualizó su chasis Formula Ford Zetec. En el actual campeonato francés de Fórmula Ford Zetec, el chasis Tatuus logró varias victorias y campeonatos.

### Fórmula Renault

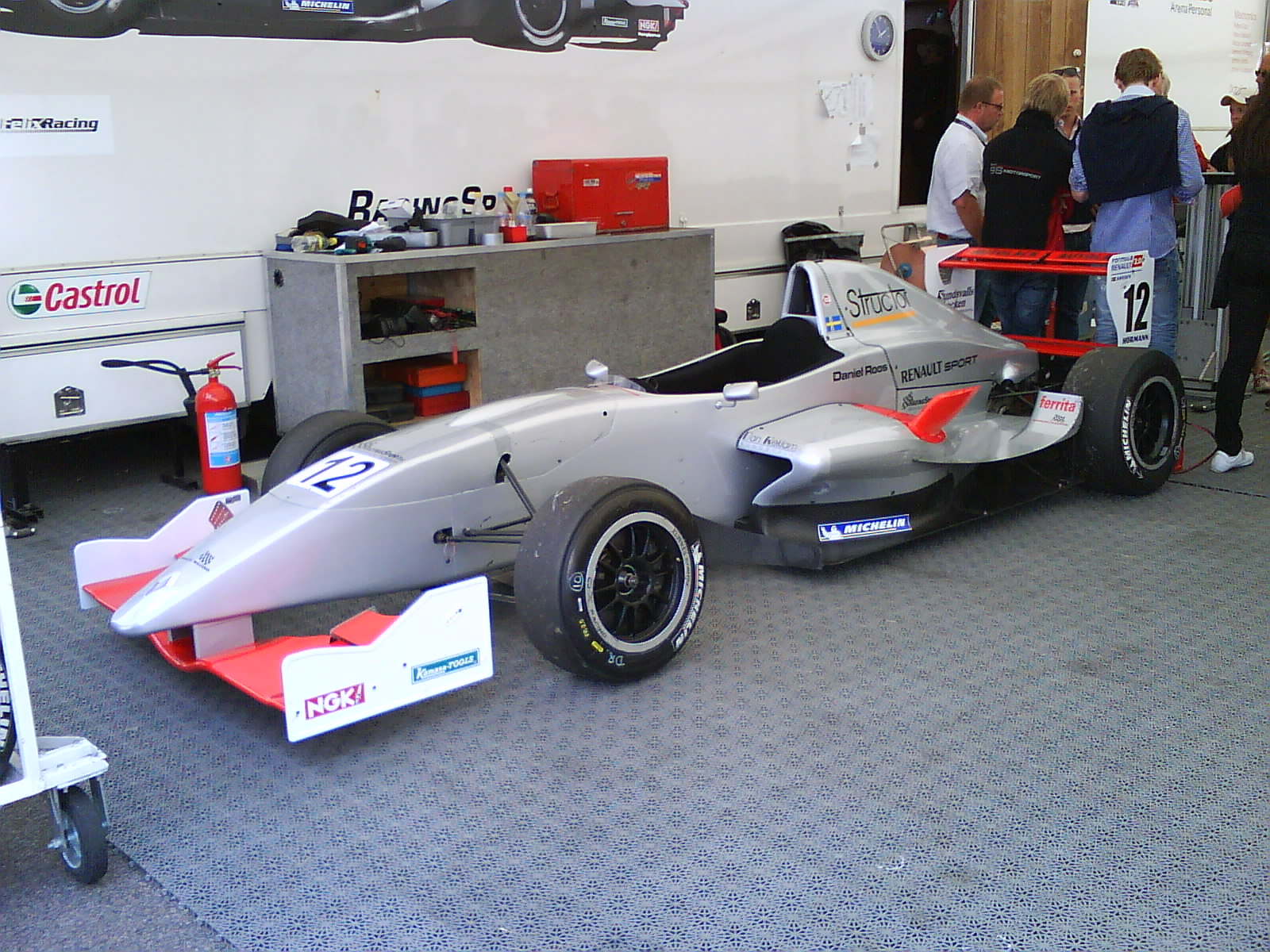
Tatuus FR2000 conducido por Daniel Roos en la Fórmula Renault 2.0 Suecia 2009.

Tatuus fue contratado para diseñar y fabricar los nuevos autos de Fórmula Renault. El Tatuus FR2000 debutó en 2000 en varios campeonatos de Fórmula Renault. Este auto de carreras se usó hasta 2010 cuando fue reemplazado por Barazi-Epsilon. En 2002, se introdujo el Tatuus FR1600 para correr en la Fórmula Renault 1.6. Con la introducción de las clases de fórmulas especiales, el equipo de carreras dejó de existir. Para la temporada 2003 de la Eurocup de Fórmula Renault V6, se presentó el Tatuus FRV6. Después de que el campeonato europeo fracasara, el coche corrió en la Fórmula V6 Asia entre 2006 y 2009.

### Serie de carreras de Toyota
Tatuus fue contratado por Toyota New Zealand para diseñar el nuevo auto de carreras de Fórmula Toyota. El Toyota FT40 se introdujo en la Toyota Racing Series en 2005. Después de diez temporadas, el coche se retiró al final de la temporada 2014 de Toyota Racing Series. La última carrera de autos, el Gran Premio de Nueva Zelanda, fue ganada por Nick Cassidy. Para la Serie Toyota Racing 2015, se presentó el Toyota FT50 fabricado por Tatuus. El 20 de julio de 2014, el FT50 fue probado por el ex campeón de la serie Nick Cassidy en Adria International Raceway. El coche tiene el mismo motor que su predecesor, pero la caja de cambios era diferente. La caja de cambios Sadev de cinco velocidades se actualizó a una caja de cambios de seis velocidades.

### Otras series de carreras
En 2006, Tatuus presentó el Tatuus FC106 para el Formula Challenge Japan. El coche se utilizó durante toda la serie entre 2006 y 2013.
Otro coche de fórmula junior diseñado y fabricado por Tatuus es el Tatuus N.T07. Este coche fue el único para las temporadas de International Formula Master 2007, 2008 y 2009.
La clase de carreras italiana Fórmula Abarth presentó el Tatuus FA010 propulsado por un motor 1.4L Fiat - FPT. El coche se introdujo más tarde en la Fórmula Masters China (2011), Panam GP Series (2012), Fórmula Rusia (2013). A partir de 2014, la Florida Winter Series, creada por Ferrari Driver Academy, utilizará una versión actualizada del Tatuus FA010. Para 2014 Tatuus fue contratado para construir todos los autos para el Campeonato Italiano de Fórmula 4, una nueva clase bajo las reglas de la FIA Fórmula 4. El Tatuus F4-T014 está propulsado por un motor de Fórmula Abarth desafinado, limitado a 160 CV. En 2015, el nuevo ADAC Fórmula 4 adoptó el automóvil Tatuus. El BRDC Formula 4 Championship anunció en septiembre de 2014 que utilizaría un chasis Tatuus del BRDC Formula 4 Autumn Trophy 2015.

### Grupo CN
En 2012, Tatuus anunció su primer automóvil deportivo del Grupo CN. El coche compitió en el Campeonato Italiano de Prototipos, V de V Proto Endurance y Speed Euro Series, presentado por el renovado equipo de fábrica. El piloto de fábrica Davide Rigon condujo el coche a un segundo lugar durante la ronda Speed Euro Series en Imola. Raffaele Giammaria logró tres podios y un quinto lugar en el campeonato italiano de prototipos. Para la temporada 2013, el Tatuus PY012 fue inscrito por varios equipos en varias series de carreras. El equipo de fábrica corrió un cronograma parcial en el V de V Proto Endurance. Brandon Maïsano y Sebastián Merchán ganaron la carrera de 6 horas en Magny-Cours.

### Serie W
La temporada inaugural 2019 del campeonato femenino Serie W se utilizó el modelo T-318 con especificación F3 de Alfa Romeo, todos operados por Hitech Racing.

## Estructura corporativa
Tatuus Racing SpA fue fundada en 1980 por Gianfranco De Bellis y Artico Sandonà como accionistas. El 16 de febrero de 2017, De Bellis y Sandonà vendieron la mayoría de las acciones a Wisequity IV. Wisequity IV es un fondo cerrado administrado por la firma de capital privado Wise Sgr Sp A. Wisequity IV tiene un valor de inversión de 215.000.000 €. El fondo de capital privado gestiona cinco empresas, Tatuus Racing, Corob, Imprima Group, Tapì Group y Aleph Team. De Bellis y Sandonà mantuvieron una participación minoritaria en la empresa.
Bajo la propiedad de Wise Sgr Tatuus expandió sus operaciones. En noviembre de 2017, Tatuus compró el productor de motores de carreras Autotecnica Motori. El fundador de Autotecnica Motori, Giovanni Delfino, mantuvo su puesto de director ejecutivo de la empresa, además de un puesto de alta dirección en Tatuus. Se realizó otra compra en noviembre de 2018. Tatuus Racing SpA compró una participación del 75% en Breda Racing, un productor de equipos relacionados con el automovilismo.

## Autos de carreras
| Año  | Coche                            | Motor                               | Unidades producidas | Serie                                  | Región                      |
| ---- | -------------------------------- | ----------------------------------- | ------------------- | -------------------------------------- | --------------------------- |
| 1982 | Tatuus ??                        | Fiat 875cc I2                       | 15                  | Formula Monza                          | Italia                      |
| 1984 | Tatuus ??                        | Fiat 903cc I4                       | 70                  | Formula Panda                          | Italia                      |
| 1988 | Tatuus Formula König             | Volkswagen 1.4 L I4                 | 50                  | Formula König                          | Alemania                    |
| ???  | Tatuus ??                        | SEAT 903cc I4                       | 25                  | Formula Marbella                       | España                      |
| 1993 | Tatuus Formula Alfa Boxer        | Alfa Romeo 1.7 L flat-four          | 25                  | Formula Alfa Boxer                     | Unión Europea               |
| 1995 | Tatuus RC95                      | Renault F3R 2.0 L                   |                     | Formula Renault 2.0                    | Unión Europea               |
| 1996 | Tatuus RC96                      | Renault F3R 2.0 L                   |                     | Formula Renault 2.0                    | Unión Europea               |
| 1997 | Tatuus RC97                      | Renault F3R 2.0 L                   |                     | Formula Renault 2.0                    | Unión Europea               |
| 1998 | Tatuus RC98                      | Ford Zetec 2.0 L                    | 15                  | USF2000                                | Estados Unidos              |
| 1998 | Tatuus RC98                      | Renault F3R 2.0 L                   |                     | Formula Renault 2.0                    | Unión Europea               |
| 1998 | Tatuus RC98                      | Ford Zetec 1.8 L                    | 10                  | Formula Ford 1800                      | Unión Europea               |
| 1998 | Tatuus RC99                      | Renault F3R 2.0 L                   |                     | Formula Renault 2.0                    | Unión Europea               |
| 2000 | Tatuus FR2000                    | Renault F4R 2.0 L                   | 930                 | Formula Renault 2.0                    | Worldwide                   |
| 2002 | Tatuus FR1600                    | Renault K4M 1.6 L                   | 130                 | Formula Renault 1.6                    | Worldwide                   |
| 2003 | Tatuus FRV6                      | Renault V4Y RS 3.5 L V6             | 30                  | Formula Renault V6                     | Unión Europea               |
| 2003 | Tatuus FRV6                      | Renault V4Y RS 3.5 L V6             | 30                  | Formula V6 Asia                        | Asia                        |
| 2005 | Toyota FT40                      | Toyota 2ZZ-GE 1.8 L                 | 40                  | Toyota Racing Series                   | Nueva Zelanda               |
| 2006 | Tatuus FC106                     | Nismo 2.0 L                         | 30                  | Formula Challenge Japan                | Japón                       |
| 2007 | Tatuus N.T07                     | Honda K20A 2.0 L                    | 50                  | International Formula Master           | Unión Europea               |
| 2007 | Tatuus N.T07                     | Honda K20A 2.0 L                    | 50                  | Formula Master Italia                  | España                      |
| 2010 | Tatuus FA010                     | FPT 414TF 1.4 L                     | 120                 | Formula Abarth                         | Italia                      |
| 2010 | Tatuus FA010                     | FPT 414TF 1.4 L                     | 120                 | Panam GP Series                        | Central America             |
| 2010 | Tatuus FA010                     | FPT 414TF 1.4 L                     | 120                 | Formula Pilota China                   | China                       |
| 2010 | Tatuus FA010                     | FPT 414TF 1.4 L                     | 120                 | Formula Masters Russia                 | Rusia                       |
| 2010 | Tatuus FA010                     | FPT 414TF 1.4 L                     | 120                 | Formula 3 Tatarstan Championship       | Rusia                       |
| 2010 | Tatuus FA010                     | FPT 414TF 1.4 L                     | 120                 | Florida Winter Series                  | Florida                     |
| 2012 | Tatuus PY012                     | Honda K20A 2.0 L                    | 20                  | Group CN                               | Worldwide                   |
| 2013 | Tatuus FR2.0/13                  | Renault F4R 2.0 L                   | 185                 | Formula Renault 2.0                    | Worldwide                   |
| 2014 | Tatuus F4-T014                   | Abarth 1.4 L                        | 250                 | Italian F4 Championship                | Italia                      |
| 2014 | Tatuus F4-T014                   | Abarth 1.4 L                        | 250                 | ADAC Formula 4                         | Alemania                    |
| 2014 | Tatuus F4-T014                   | Abarth 1.4 L                        | 250                 | F4 Spanish Championship                | España · Portugal           |
| 2014 | Tatuus F4-T014                   | Abarth 1.4 L                        | 250                 | SMP F4 Championship                    | Estonia · Finlandia · Rusia |
| 2014 | Tatuus F4-T014                   | Abarth 1.4 L                        | 250                 | Formula 4 UAE Championship             | Emiratos Árabes Unidos      |
| 2015 | Toyota FT-50                     | Toyota 2ZZ-GE 1.8 L                 | 26                  | Toyota Racing Series                   | Nueva Zelanda               |
| 2016 | Tatuus MSV F3-016                | Cosworth 2.0 L                      | 30                  | BRDC British Formula 3 Championship    | Reino Unido                 |
| 2017 | Tatuus USF-17                    | Mazda MZR                           | 40                  | USF2000                                | Estados Unidos              |
| 2018 | Tatuus PM-18                     | Mazda MZR                           | 40                  | Pro Mazda                              | Estados Unidos              |
| 2018 | Tatuus F.3 T-318 / FR-19 / FT-60 | Alfa Romeo 1.8 L I4 turbocharged    | 220                 | F3 Asian Championship                  | Asia                        |
| 2018 | Tatuus F.3 T-318 / FR-19 / FT-60 | Alfa Romeo 1.8 L I4 turbocharged    | 220                 | W Series                               | Unión Europea               |
| 2018 | Tatuus F.3 T-318 / FR-19 / FT-60 | Alfa Romeo 1.8 L I4 turbocharged    | 220                 | Formula Regional European Championship | Unión Europea               |
| 2018 | Tatuus F.3 T-318 / FR-19 / FT-60 | Renault Sport 1.8 L I4              | 220                 |                                        | Unión Europea               |
| 2018 | Tatuus F.3 T-318 / FR-19 / FT-60 | Formula Renault Eurocup             | 220                 |                                        | Unión Europea               |
| 2018 | Tatuus F.3 T-318 / FR-19 / FT-60 | Toyota Gazoo Racing 8AR-FTS 2.0L I4 | 220                 | Toyota Racing Series                   | Nueva Zelanda               |
| 2020 | Tatuus BF-020                    | Cosworth 2.0 L                      |                     | BRDC British Formula 3 Championship    | Reino Unido                 |
| 2021 | Tatuus F4-T-421                  | Abarth 1.4 L                        |                     | Formula 4 UAE Championship             | Emiratos Árabes Unidos      |
| 2022 | Tatuus USF-22                    | Mazda MZR                           |                     | USF2000                                | Estados Unidos              |
| 2022 | Tatuus IP-22                     | Mazda MZR                           |                     | Pro Mazda                              | Estados Unidos              |